# Міжнародні відносини Росії
Міжнародні відносини Росії — двосторонні або багатосторонні відносини Росії та держав, які керівництво країни вважає за своїх історичних попередників (Великого князівства Московського, Московського царства, Російської імперії та СРСР) із народами, державами, міжнародними організаціям тощо. Зовнішня політика Росії визначається її президентом і здійснюється МЗС РФ.
РФ є одним із п'яти членів Ради безпеки ООН, входить до Великої двадцятки, раніше входила до Великої вісімки (з 2014 року членство зупинено через численні порушення РФ норм міжнародного права, зокрема, тимчасову окупацію Криму, вторгнення на Схід України та війну в Україні), є членом Ради Європи і ОБСЄ. З країнами, що раніше були окупованими СРСР, створила та керує такими оргенізаціями: СНД, ЄАЕС, ОДКБ, ШОС. Росія з Білоруссю формально складають Союзну державу.
РФ встановила дипломатичні відносини з 190 державами-членами ООН, підтримує дипломатичні стосунки зі 189 державами-членами ООН, а також зі спостерігачами при ООН:
- Святий Престол — суб'єкт, у статусі persona sui generis, що володіє власною допоміжної суверенною територією Ватикан
- Європейський Союз
- Мальтійський орден
- Палестина

І окупованими військами РФ утвореннями та терористичними організаціями:
- Республіка Абхазія
- Південна Осетія
- ДНР
- ЛНР

Із держав-членів ООН РФ не має дипломатичних відносин із державами:
- Бутан
- Соломонові Острови

З держав-членів ООН РФ припинила дипломатичні відносини з державами:
- Грузія (припинені 2 вересня 2008 року після російсько-грузинської війни)
- Україна (припинені 24 лютого 2022 року у час російського вторгнення в Україну)
- Федеративні Штати Мікронезії (припинені 25 лютого 2022 року у зв'язку з російським вторгненням в Україну)

## США
- Поправка Джексона–Вейніка

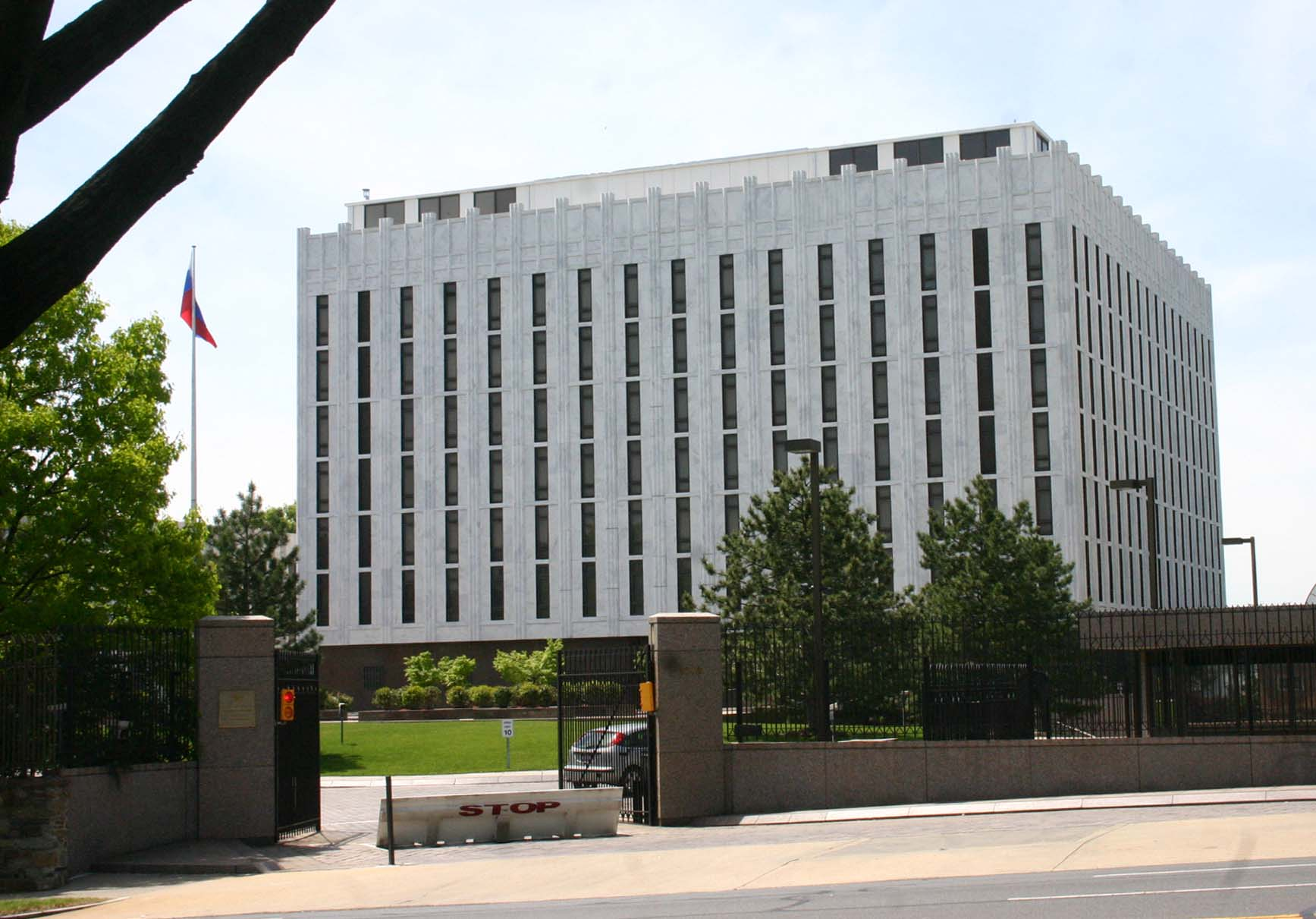
Російське посольство в США (Вашингтон)

6—8 липня 2009 року Медведєв із Бараком Обамою підписали двосторонні угоди, у тому числі про транзит американських військових вантажів і персоналу до Афганістану через повітряний простір Росії.
8 квітня 2010 року президент Росії Медведєв і президент США Барак Обама в Празі підписали Договір про скорочення стратегічних наступальних озброєнь строком на 10 років.

## Європа

### Британія
Британія стала першою європейською країною, відносини з якою пройшли шлях від мирних на початку першого президентського терміну Путіна до протистояння 2006—2007 року.
У червні 2004 Федеральна служба з економічних і податкових злочинів МВС РФ пред'явила претензії до Британської ради, але згодом їх було знято. 2006 року їх були відновлено, прокуратура Санкт-Петербургу відновила розслідування припиненої кримінальної справи про можливе незаконне підприємництво місцевого відділення Британської ради (платні курси англійської мови).
У грудні 2006 року діяльність Британської ради в Росії була припинена на кілька тижнів, згодом російським чиновникам було рекомендовано утриматися від участі в Лондонському економічному форумі. У березні 2007 року в Огляді зовнішньої політики МЗС РФ Британія була охарактеризована як «непростий партнер». 2 липня 2008 року спецслужби Британії визнали Росію третьою за небезпеки загрозою для країни після терористичної організації Аль-Каїда та Ірану.

### Словаччина
У квітні 2021 року РФ вислала дипломатів Словаччини.

## Скандинавія

### Норвегія
Росія і Норвегія оскаржують право на господарську діяльність у так званій «сірій зоні» Баренцевого моря. За заявою міністра МЗС Норвегії Йонаса Гар Стьоре у лютому 2006 року, питання було вирішене, за винятком південної частини, де зосереджено запаси вуглеводневої сировини.
Уряд Норвегії веде діалог із російським урядом щодо підтримки норвезької компанії Statoil в розробці Штокманівського газоконденсатного родовища, Газпром оголосив, що він самостійно буде надрокористувачем родовища. 2006 року Россільгоспнагляд вводив заборону на ввезення норвезької риби.

### Швеція
15 лютого 2006 року Служба державної безпеки Швеції (СЕПО) затримала російського вченого-шпигуна Андрія Замятніна, який працював за контрактом в інституті сільського господарства університету Уппсали. 17 квітня Замятніна звільнено з-під варти, він виїхав до Росії, і йому було заборонено повертатися до Швеції.

## Балтія
Латвія, Литва та Естонія вимагають РФ визнати окупацією діяльність СРСР у балтійських державах в 1940 році (тривала до 1990 року).
28 вересня і 10 жовтня 1939 року — після того, як Німеччина та СРСР напали на Польщу, СРСР запропонував балтійським державам укласти договори про взаємодопомогу, у тому числі про надання військової допомоги, створення військових баз і розміщенні на них радянських військ (по 25 тисяч осіб у Латвії та Естонії і 20 тисяч — у Литві). За заявами балтійських держав, ці договори були їм нав'язані радянським керівництвом, а подальше їх приєднання до СРСР слід розглядати як окупацію. Таким чином, договір про ненапад між Німеччиною і СРСР, підписано 23 серпня 1939 року визначив долю балтійських держав.
Одночасно з укладанням договору про взаємодопомогу СРСР передав Литві Вільнюс і Віленський край, що відійшли після поділу Польщі до СРСР. Менш ніж через рік було оформлено вступ всіх трьох країн до складу СРСР як союзних соціалістичних республік — після введення радянських військ до Балтії в червні 1940 року у всіх трьох країнах були створені прорадянські уряду і проведені вибори 21 липня 1940 року сейм Латвії проголосив, що Латвія стає соціалістичною республікою, того ж дня про встановлення радянської влади проголосили сейм Литви і парламент Естонії, а 3—6 серпня Верховна Рада СРСР задовольнив прохання Латвії, Литви та Естонії про входження в СРСР.
На початку Другої світової війни з окупованих СРСР країн Балтії органами НКВС було депортовано кілька десятків тисяч чоловік. Після окупації Литви, Латвії та Естонії РСЧА на території цих країн розгорнулося активний антикомуністичний партизанський рух, придушений карально-репресивними органами СРСР у середині 1950-х.
На Ялтинській конференції в лютому 1945 року рокубули закріплені післявоєнні кордони.
З проблемою анексії та окупації пов'язані питання про укладення прикордонних договорів між Росією, Естонією і Латвією, а також про «утиск» російськомовної меншини в цих країнах, включаючи відсутність прогресу в сфері натуралізації, обмеження на використання російської мови, переслідування колишніх співробітників радянських правоохоронних органі, вшанування пам'яті ветеранів та борців за незалежність від СРСР. Литва прийняла «нульовий варіант», автоматично надавши громадянство всім громадянам СРСР, які проживали на її території на момент проголошення незалежності.
У січні 2023 року Латвія видала вимогу послу РФ покинути країну протягом місяця, так само латвійський посол мав покинути РФ протягом цього ж часу.

### Територіальні суперечки
З балтійських держав територіальні суперечки у Росії є з Латвією (Питалівський район Псковської області — повіт Абрене) і Естонією (Печорський район Псковської області).
Свого часу, під час підписання в березні 1918 року Брестського мирного договору, Росія втратила близько 1 млн кв. км. У числі інших Росія втратила і ці території, заселені росіянами.
Після поразки Німеччини в листопаді 1918 року Радянська Росія денонсувала Брестський мирний договір. Частину земель вдалося повернути, але Печори (Петсере), Івангород і Питалово (Абрене), що дісталися балтійських республік, так і залишилися в їх руках. Більш того, в 1920 році між Радянською Росією і Естонією був укладений Тартуський мирний договір, а між Росією і Латвією — Ризький мирний договір, де кордону визнавалися в існуючих межах.
Після приєднання Естонії та Латвії до СРСР в 1940 році було вироблено територіальне розмежування між ними і РРФСР, так що станом на 1991 рік, коли стався розпад СРСР, спірні території перебували під адміністративним управлінням Росії.
Уже в середині 1990-х прикордонні договори між Росією і балтійськими державами були готові до підписання, проте в певний момент Росія почала затягувати підписання, розраховуючи ускладнити країнам Балтії вступ у НАТО, оскільки одна з вимог до нових членів блоку полягає в наявності незаперечних зовнішніх кордонів, підкріплених міжнародними угодами. Однак неврегульованість кордонів із Росією не завадила балтійським державам стати членами НАТО. Після цього затягування підписання прикордонних договорів втратило для Росії будь-який сенс.
Після того як у 2004 році держави Балтії стали членами ЄС, питання про неврегульовані відносини з Росією придбало для них нову гостроту. Як члени ЄС, балтійські держави повинні включитися в процес полегшення візового режиму, що проводиться Євросоюзом і Росією, і активізувати зусилля по боротьбі з незаконною імміграцією. Однак просуватися у вирішенні цих проблем, не маючи прикордонних договорів із Росією, практично неможливо.
Для Росії укладення договорів із країнами Балтії не менш важливо з точки зору розвитку відносин між Росією і ЄС і як істотний фактор забезпечення безпеки і територіальної цілісності Росії. Маючи вже укладену раніше прикордонну угоду з Литвою, Росія розраховувала в 2005 році підвести риску під дискусією про ключові моменти європейської історії XX століття і укласти аналогічні прикордонні договори з Естонією і Латвією в ході урочистостей із нагоди 60-річчя перемоги над нацистською Німеччиною. Тому ще в кінці 2004 року Росія запропонувала главам трьох балтійських держав провести 10 травня 2005 саміт «Росія — країни Балтії» та підписати на ньому політичні декларації і прикордонні договори з Латвією та Естонією.
Підписання, однак, було зірвано. Латвійський парламент у кінці квітня 2005 року ухвалив декларацію, що містить посилання на Ризький мирний договір та припускає, на думку російської сторони, територіальні претензії до Росії. Що стосується Естонії, то естонський президент Арнольд Рюйтель відмовився приїхати в Москву. Не приїхав у Москву і литовський президент Валдас Адамкус. На думку спостерігачів, основна причина відмови президентів Литви та Естонії приїхати в Москву полягала в тому, що, згідно з прийнятою в цих країнах державної точки зору, закінчення Другої світової війни для них означало лише початок нової — радянської — окупації.
Лише через два роки — 27 березня 2007 року — Росією був підписаний договір про кордони з Латвією, сейм якої відкликав свою декларацію. З Естонією це питання не вирішене досі.

### ПЄГ
Балтійські країни різко виступили проти планованого будівництва Північно-Європейського газопроводу — газопровід а між Росією і Німеччиною по дну Балтійського моря, угоду про який було підписано на початку вересня 2005 року.
15 вересня 2005 року прем'єр-міністр Литви Альгірдас Бразаускас заявив, що будівництво ПЄГ обернеться екологічною катастрофою для Балтійського моря в зв'язку з тим, що на дні Балтійського моря знаходяться місця поховання хімічної зброї нацистської Німеччини.
На думку депутата Європарламенту а від Литви Вітаутаса Ландсбергіса, «цей новий альянс німців і росіян був спланований для зміни політичної карти Європи».
Аналогічну реакцію продемонстрували Польща і Латвія. 13 грудня 2005 року, однак, міністр закордонних справ Латвії Артіс Пабрікс заявив, що Латвія може взяти участь у Північно-Європейському газопроводі.
25—26 листопада 2005 року в Таллінні (Естонія) відбулася сесія президії Балтійської асамблеї, головним пунктом порядку денного якої стало обговорення проєкту будівництва ПЄГ. Парламентарії Литва, Латвії, Естонії та Польщі прийняли резолюцію, що вимагає від Росії і Німеччини врахувати їх екологічні та економічні інтереси.
У резолюції міститься заклик до парламентів усіх країн, розташованих в акваторії Балтійського моря, і до порад міністрам балтійських країн звернути особливу увагу і оцінити проєкт ПЄГ на предмет його відповідності міжнародним договорам щодо захисту Балтійського моря, а також правовим актам, чинним у Євросоюзі.
20 вересня 2009 року уряд Естонії в спробі зірвати проєкт ухвалив рішення дати негативну відповідь на клопотання Nord Stream AG про проведення геологорозвідувальних робіт на місці передбачуваної прокладки газопроводу Nord Stream.

#### Договори про межі
Литва підписала з Росією договори про сухопутний і морський (в районі Калінінграду) кордони в жовтні 1997 року
Завершення прикордонного договору з Литвою пройшло більш-менш гладко, в основному тому, що кордони Литовської РСР, встановлені після Другої світової війни, охоплюють набагато більшу територію, ніж кордони довоєнної Литовської Республіки. У жовтні 1939 року СРСР передав Литві Віленський край і Вільно (історична столиця Литви), захоплені Польщею в 1920—1921 роках. У січні 1945 року Литовській РСР був переданий Мемель (Клайпеда), анексував гітлерівською Німеччиною в березні 1939 року. Ці області складають близько 30 % сучасної території Литви.

#### Прикордонний інцидент
У вересні 2005 року між двома державами розгорівся скандал у зв'язку з порушенням 15 вересня повітряного простору Литви російським винищувачем Су-27, що летів з аеродрому Лодєйне Поле (Ленінградська область) над акваторією Балтійського моря на Чкаловський аеродром поблизу Калінінград. Літак розбився на полі біля села Йотішкяй Шакяйському району Литви. Пілот винищувача майор Валерій Троянов, якому вдалося катапультуватися, був затриманий і став фігурантом розслідування. У Міноборони РФ стверджували, що винищувач порушив кордон через відмову навігаційного обладнання. МЗС Литви вручив посольству Росії ноту протесту. Офіційна влада Литви не вірила, що льотчик випадково збився з курсу. Його навіть підозрювали в шпигунстві.
6 жовтня Валерий Троянів був звільнений з-під домашнього арешту і повернувся на батьківщину після того, як литовська генпрокуратура припинила розслідування відносно нього. Литовська міжвідомча комісія прийшла до висновку, що катастрофа була пов'язана з «сукупністю технічних, організаційних і людських чинників».

#### Заборона радянської символіки
У червні 2008 року парламент Литви прийняв закон, що зрівнює нацистську і радянську символіку і забороняє її публічне використання: вона «може сприйматися як пропаганда нацистських і комуністичних окупаційних режимів». Під дію литовського закону також потрапляє виконання сучасного гімну Росії. «Заборонено демонстрація прапорів і гербів, знаків і уніформ нацистської Німеччини, СРСР, Литовської РСР, а також відповідної символіки, що була складовими частинами атрибутики диктаторських режимів». Окремим рядком прописана заборона на використання «символів і уніформ нацистських і комуністичних організацій»

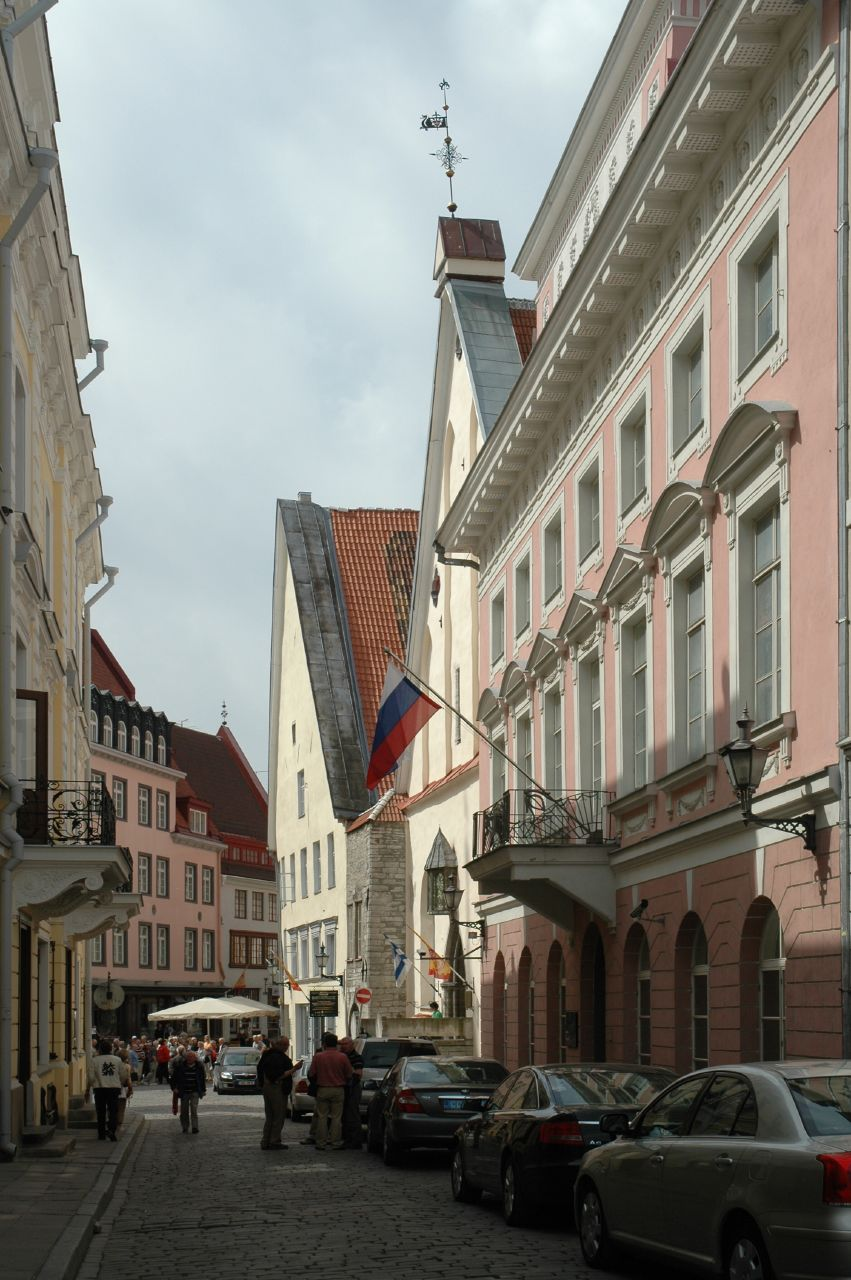
Російське посольство в Естонії (Таллінн)

Загальна протяжність естонсько-російського кордону становить 460,6 км, з них сухопутний кордон — 138 км.
У травні 2005 року, після того як естонський президент Арнольд Рюйтель відмовився приїхати в Москву, Володимир Путін дав вказівку російському МЗС підписати вже узгоджені прикордонні договори з Естонією в ході візиту в Росію глави МЗС Естонії Урмаса Паета.
18 травня 2005 року міністри закордонних справ Росії і Естонії Сергій Лавров і Урмас Пает підписали договори про державний кордон і розмежування морських просторів у Нарвської і Фінській затоках, закріпили проходження держкордону між двома державами за колишньою адміністративному кордоні між РРФСР та Естонською РСР «з незначним коригуванням на умовах адекватної територіальної компенсації». Тексти договорів були узгоджені ще в листопаді 1996-го і парафовані в березні 1999 року. Проте підписання документів відкладалося з різних причин і в результаті розтяглося на шість років. Протягом усього цього часу кордон між двома державами мала офіційну назву «тимчасова контрольна лінія»
За підписаним договорам боку, з огляду на їх побажання, поступаються один одному по 128,6 га суші і по 11,4 км² поверхні озер. Таким чином, зокрема, вирішується проблема «Саатсеського чобота» — ділянки російської території площею 115,5 га, по якому проходить естонська автомобільна дорога з повітового центру Вярська в волосний центр Саатсе. Він перейде до Естонії, яка натомість передасть Росії лісовий наділ площею 68,9 га в волості Меремяе і 33,9 га болотистій території в околицях волості Вярська.
На Чудському озері і Естонія, і Росія отримують право користуватися своєю половиною форватеру. Росія буде мати вихід із Чудського озера до річки Нарви і контроль за роботою шлюзів на Нарвської водосховище, водою з яких користуються для охолодження естонські електростанції в Нарві, а Естонія отримує важливі з точки зору рибного промислу ділянки озера в районі острова Пійрісаар (старе російське назва «острів Межа»), розташованого на північ від протоки між Чудским і Псковським озерами.
Проте 20 червня 2005 року естонський парламент у ході ратифікації вніс у текст закону про ратифікацію договорів дві поправки — посилання на Декларацію Державних Зборів Естонії про відновлення конституційної державної влади від 7 жовтня 1992 року, у якій згадується «агресія Радянського Союзу проти Естонії», «десятиліття окупації», а також «протизаконне» включення Естонії до складу СРСР, і на Тартуський мирний договір між Радянською Росією і незалежної Естонської республікою, за яким до складу останньої були включені частина нинішнього Кінгісеппського району Ленінградської області — у тому числі Івангород — і Печорський район Псковської області. Ці поправки були внесені на вимогу опозиційної партії Res Publica.
У преамбулі закону про ратифікацію також містяться посилання на Маніфест про незалежність від 24 лютого 1918 року і на рішення Верховного ради Естонської Республіки про незалежність від 20 серпня 1991 року.
22 червня МЗС Росії, проаналізувавши зроблені поправки, відмовився виносити договори на ратифікацію Держдумою, оскільки естонські депутати включили в преамбулу закону про ратифікацію договору посилання на ряд «внутрішньодержавних документів Естонії, які не відповідають об'єктивним реаліям, створюють помилковий контекст для тлумачення і реалізації положень цих договорів і, таким чином, позбавляють сенсу багаторічну роботу, що передувала їх підписання». Російська сторона вважає, що це створює передумови для пред'явлення Естонією в майбутньому територіальних або інших претензій до Росії.
27 червня міністр закордонних справ Росії Сергій Лавров заявив, що відкликає свій підпис під договором про кордон з Естонією. За словами Лаврова, тепер двом країнам доведеться проводити нові переговори. Послу Естонії в Росії Карін Яані вручена нота, у якій естонську сторону «сповіщають про намір ініціювати відповідні процедури з метою зняти з Росії відповідно до міжнародного права зобов'язання, взяті при підписанні 18 травня прикордонних договорів з Естонією».
Як сказав Сергій Лавров, естонська сторона не виконала свою обіцянку не пов'язувати підписання договору з будь-якими політичними вимогами, і тепер Росія не вважає себе зв'язаною якими-небудь зобов'язаннями.
Естонський МЗС у відповідь зробив заяву, у якій висловив «жаль і здивування» подібним кроком.
Одним із моментів, що ускладнював роботу над прикордонним договором у першій половині 1990-х, була вимога деяких естонських політиків, щоб кордон із Росією пролягав по лінії, зазначеній у Тартуському мирному договору 1920 року. У ході переговорів естонській стороні довелося відмовитися від цих претензій, проте багато років питання про кордони з Росією залишався предметом постійної дискусії в Естонії, яка не втратила гостроти навіть після підписання документів.
Прихильники відновлення територіальної цілісності довоєнної Естонської Республіки стверджували, що відмова від «законно естонських земель» стане загрозою естонської державності, яка веде відлік від Тартуського мирного договору як першого акту міжнародного визнання суверенної Естонської Республіки. Так, наприклад, лідер опозиційної партії «Ісамалійт» («Союз Вітчизни») Тиніс Луукас заявляв, що підписання договору, узаконює кордон у нинішньому вигляді, дозволить Росії вважати датою народження Естонської республіки не 1918 року, коли вона була проголошена, а 1991 року, коли Естонія вийшла зі складу СРСР, або навіть 2005-го — рік укладення договору щодо нового кордону з Росією.
Крім того, на думку естонської опозиції, договір про кордон остаточно розколе ареал проживання малої народності сету — етнічної спільності, близькою естонцям за мовою, але сповідує, на відміну від більшості естонцев-лютеран, православ'я з елементами язичництва і проживає на півдні Естонії і в прилеглій до неї частини Печорського району Псковської області.
Зараз сету нараховують усього вісімсот чоловік, з них 600 в Естонії і приблизно 200 — у Печорському районі. Народність офіційно визнана в Естонії частиною «корінної нації», а її мова — діалектом естонського.
Естонія пропонує жителям Печорського району (в тому числі російською) отримання естонського громадянства за спрощеною схемою. Для цього їм достатньо подати документи, що підтверджують, що їхні предки дійсно жили в Печорському районі до 1940 року. За офіційними даними естонського консульства у Пскові, друге (естонське) громадянство мають понад 6000 жителів району. За неофіційними — 15 із загального числа 20 тисяч жителів району.

## Росія— СНД
28 листопада 2009 року президент Росії Д. А. Медведєв, президент Білорусі Олександр Лукашенко і президент Казахстану Назарбаєв у Мінську підписали договір про створення на території Росії, Білорусі і Казахстану з 1 січня 2010 року єдиного митного простору. У липні 2010 року почав діяти Митний союз Білорусі, Казахстану і Росії. За деякими оцінками, створення Митного союзу дозволить стимулювати економічний розвиток і може дати додатково 15 % до ВВП країн-учасниць до 2015 року.

### Абхазія
Окуповану російськими військами Абхазію було визнано Росією як «суверенну державу» 26 серпня 2008 року, після Російсько-Грузинської війни, Дипломатичні відносини між «країнами» встановилися 9 вересня 2008 року.

### Азербайджан
2005 року товарообіг між Росією і Азербайджаном виріс на 41 % порівняно з 2004 роком і склав 924 млн дол. До кінця 2006 року він може досягти 1,5 млрд дол. (щоправда, багато в чому за рахунок підвищення цін на російський газ).
Росія бере участь у нафтогазових проєктах Азербайджану, має свою частку в міжнародних консорціумах. Компанії «Лукойл» належить 30 % в розробці родовища «Карабах» і 10 % — у розробці родовища «Шахденіз». У той же час це єдина велика російська компанія, що працює тут, і обсяг російських інвестицій в азербайджанську економіку досить скромний у порівнянні із західними інвестиціями.
У 2005 році з Росії було поставлено 4,54 млрд кубометрів газу по 60 дол. за 1 тис. кубометрів. З січня 2006 року ціна російського газу зросла до 110 дол. за 1 тис. кубометрів. На 2007 рік «Газпром» наполягає на ціні 235 дол. за тисячу кубометрів. Азербайджан вважає цю ціну необґрунтованою.
У 2005 році по нафтопроводу Баку — Новоросійськ було прокачано на експорт близько 4,4 млн тонн азербайджанської нафти. Стабільність роботи цього нафтопроводу і рівень тарифів на прокачування нафти в 1990-ті роки представляли собою підставу для численних конфліктів між Росією і Азербайджаном. Нафтопровід проходив через територію бунтівної Чечні, де значна частина нафти розкрадалася. Для запобігання втрат і врегулювання розбіжностей з Азербайджаном Росії довелося побудувати нову гілку в обхід Чечні.
Енергосистеми Росії і Азербайджану здійснюють взаємні поставки електроенергії. У 2006 році Азербайджан отримав із Росії в цілому 1,033 млрд кВт·год електроенергії і поставив Росії 0,3 млрд кВт·год.
Проблема зайнятості в Азербайджані вирішується переважно за рахунок міграції в Росію. Чисельність азербайджанців, які працюють у Росії, оцінюється приблизно в 2 млн. За різними підрахунками, вони щорічно надсилають в Азербайджан до 2,5 млрд дол. У зв'язку з цим в Азербайджані уважно стежать за всіма спробами Росії посилювати візовий режим, міграційне законодавство і вимоги до операцій із переказу коштів, а також за проявами антимусульманських настроїв у Росії (див. Міжетнічні сутички в Кондопозі). У Баку не забувають, як у середині 1990-х російсько-азербайджанські економічні контакти були заморожені майже на три роки в зв'язку з вірмено-азербайджанським конфліктом.

### Білорусь
Росія — основний партнер Білорусі в економічній і політичній сфері. Росія та інші пострадянські держави представляють для Білорусі вкрай важливий ринок збуту продукції та джерело сировини. На думку експертів, значне економічне зростання Білорусі в 2004—2006 роках багато в чому був пов'язаний із її особливими відносинами з Росією.

### Грузія
- Грузино-абхазький конфлікт
- Південна Осетія — історія конфлікту
- Південноосетинський конфлікт
- Зовнішня політика Грузії
- Винний скандал (2006)
- Російсько-грузинський шпигунський скандал (2006)
- Конфлікт у Кодорській ущелині (2006)
- Війна в Південній Осетії (2008)

#### Санітарно-епідеміологічна війна
З 27 березня 2006 року Росспоживнагляд ввів повну заборону на поставки і продаж у Росії вина і виноматеріалів з Грузії і Молдови, аргументувавши це наявністю у вині підвищеного вмісту пестицидів і заліза.
26 квітня 2006 року головний санітарний лікар РФ Геннадій Онищенко наказав Федеральній митній службі (ФМС) припинити ввезення на територію Росії грузинської мінеральної води «Боржомі» і «Набеглаві», що не відповідає російським вимогам за якістю. 4 травня Онищенко наклав повну заборону на ввезення на територію Росії мінеральної води «Боржомі».
27 квітня 2006 року голова парламенту Грузії Ніно Бурджанадзе висловила думку, що це рішення «викликано політичними міркуваннями» і не сприятиме розвитку нормальних торгово-економічних відносин між двома країнами.
3 травня в відповідь на введений Росією заборона на ввезення грузинської сільгосппродукції і вина президент Грузії Михайло Саакашвілі доручив уряду вивчити питання про доцільність подальшого членства Грузії в СНД.

#### Скасування Грузією візового режиму для жителів деяких російських регіонів Північного Кавказу
В 2006 році у протягом чотирьох років єдиний легальний прикордонний КПП Казбегі — Верхній Ларс на кордоні між Росією і Грузією був закритий з ініціативи російської сторони. КПП був відкритий тільки в березні 2010 року
11 жовтня 2010 року президент Грузії Михеіл Саакашвілі підписав указ, за яким при перетині кордону громадянами Росії, які прописані в Чечні, Інгушетії, Північної Осетии, Дагестані, Кабардино-Балкарии, Карачаево-Черкесії та Адигії, буде задіяний 90-денний безвізовий режим. За заявою заступника міністра закордонних справ Грузії Ніно Каландадзе від 11 жовтня, «спрощення візового режиму для жителів республік Північного Кавказу обумовлено тим фактом, що на прикордонному КПП Казбегі-Верхній Ларс візи не видаються, і жителям цих республік для отримання візи з метою перетину сухопутного кордону доводилося їхати в Москву». До цього, Саакашвілі, виступаючи на Генеральній Асамблеї ООН у вересні 2010 року, заявив, що Північний Кавказ і Південний Кавказ є єдиним організмом, у якому Тбілісі належить роль центру та зразка для наслідування.
За словами Каландадзе, рішення уряду «вводиться в рамках політики лібералізації уряду Грузії і виходячи з продовження традиційних відносин із народами Північного Кавказу».
МЗС Росії рішення грузинської влади оголосити в односторонньому порядку про введення безвізового режиму для проживаючих на Північному Кавказі громадян РФ розцінив як провокацію.

### Україна

#### 2006
Початок 2006 року ознаменувався посиленням напруженості в російсько-українських відносинах. Це проявилося в таких питаннях:
- Конфлікт щодо цін на газ, що поставляється в Україну, який в Україні призвів до політичної кризи.
- Конфлікт щодо гідрографічних об'єктів, які використовуються в Криму Чорноморським флотом РФ.
- Звинувачення Росії в приховуванні колишніх українських чиновників, оголошених у міжнародний розшук.
  - 20 січня міністр внутрішніх справ України Юрій Луценко заявив, що Росія систематично надає своє громадянство колишнім високопоставленим українським чиновникам, оголошеним України в міжнародний розшук після «Помаранчевої революції». За його словами, російське громадянство останнім часом отримали колишній міський голова Одеси Руслан Боделан, колишній міністр внутрішніх справ Микола Білоконь і колишній керівник Державного управління справами Президента Кучми Ігор Бакай. Надання російського громадянства фактично означає відмову видати їх Україні, оскільки, відповідно до російського законодавства, Росія своїх громадян не видає іноземним державам.
- Неврегульований статус Азовського моря і Керченської протоки.
  - 20 січня МЗС України передало російській стороні ноту з вимогою припинити роботи російського земснаряду «Уренгой» у Керченській протоці, що проводяться на державному кордоні між Україною і Російською Федерацією. У відповідь тимчасовий повірений у справах України в Росії був запрошений у МЗС РФ, де йому було сказано, що в акваторії Керченської протоки державного кордону не існує, а правовий статус протоки досі є предметом переговорів, що проводяться на основі російсько-українського Договору про співпрацю у використанні Азовського моря і Керченської протоки (див. також Конфлікт щодо острова Тузла).
- Обмеження у зовнішній торгівлі.
  - 14 листопада 2005 року уряд Росії ввів мита на ввезення карамелі й інших цукристих виробів з України в розмірі 20 %.
  - 20 січня 2006 року набула чинності заборона на ввезення в Росію всіх видів тваринницької продукції (м'яса, м'ясних виробів, яєць, риби, молока, сирів, вершкового масла, консервів) з України. За офіційним повідомленням Россільгоспнагляду, причиною послужили «численні порушення російського ветеринарного законодавства». У Росії експортується 60 % всієї молочної продукції України (48 тис. тонн вершкового масла і 210 тис. тонн сирів). Середньорічний обсяг українського продовольчого експорту в Росію в грошовому вираженні становить понад 500 млн доларів.
  - 23 січня 2006 року Мінекономрозвитку (МЕРТ) РФ ввело антидемпінгові мита на імпорт «деяких видів українських сталевих труб» у розмірі від 8,9 % до 55,3 %.
  - 3 липня МЕРТ РФ оголосило про початок чергового — четвертого — антидемпінгового розслідування щодо поставок стали в Росію з України (розслідування стосується імпорту плоского холоднокатаного прокату). До осені 2006 року МЕРТ повинно винести рішення про можливе обмеження експорту в Росію українських труб, машинобудівного кріплення і труб великого діаметра. До цього були введені загороджувальні мита на імпорт українського швелера і прутків.
  - 6 липня комітет Держдуми з екології запропонував уряду Росії оголосити мораторій на ввезення всієї металопродукції з України в зв'язку з можливою радіоактивністю українських стали, прокату і труб — «до виконання заходів, що гарантують радіаційну безпеку РФ при ввезенні металобрухту і металопродукції». Обсяги цього експорту складали 600—650 млн $ на рік. Україна дії Росії вважала політичними і готувалася у відповідь ініціювати антидемпінгові розслідування проти російського сталевого експорту в Україну. За даними Мінпроменерго РФ, у 2005 році Україна поставила до Росії 1,75 млн тонн прокату, що становить близько 6 % російського ринку. Частка російських поставок на українському ринку металургійної продукції на кінець 2005 року зросла до 17,5 % (950 млн $).
  - 21 липня Мінекономрозвитку Росії оголосило про завершення спеціального розслідування щодо імпорту в Росію труб великого діаметра з України, Німеччини, Італії та Японії і звернулося до уряду з проханням ввести загороджувальне мито в розмірі 8 %. У 2005 році українські металурги випустили близько 600 тис. тонн труб великого діаметра, з яких 280 тис. тонн експортували в Росію.
- Звинувачення Росії в інспірації парламентської кризи в Україні.
  - 14 липня в.о. міністра закордонних справ Борис Тарасюк заявив, що парламентська криза в Україні організована зовнішньою силою — «в тому числі», Росією. За його словами, в Україні відбувається «маніпуляція деякими політичними силами» — Партією регіонів, СПУ і КПУ. МЗС Росії заявило, що Росія не причетна до створення та роботи «антикризової коаліції», оскільки розглядає «політичні процеси в сусідній державі як її суто внутрішню справу».
- Становище російської мови в Україні.
  - Наприкінці вересня 2006 року дипломатичні відомства України та Росії обмінялися різкими заявами з приводу становища російської мови в Україні. Усе почалося з того, що МЗС РФ розповсюдив коментар, у якому говорилося, що Росія не має наміру більше ігнорувати випадки дискримінації російської мови в Україні «як малозначне суспільне явище. Гонителям російської мови в Україні необхідно нарешті усвідомити, що двомовність в Україні — це історично сформоване явище, і тому займатися викоріненням російської мови подібними методами просто контрпродуктивно»[10]. МЗС України у відповідь зажадало від російського керівництва припинити розігрувати «мовну карту» як метод впливу на внутрішньополітичну ситуацію в Україні і «з повагою ставитися до законів України, як це передбачено міжнародною практикою». У Києві вважають необґрунтованими російські звинувачення в дискримінації російської мови в Україні і «насильницькому витісненні російської мови з різних сфер громадського життя» центральною і місцевою владою.

#### Зміна уряду
Російське керівництво змінило своє ставлення до України після зміни українського уряду (приходу команди Віктора Януковича) і ряду зовнішньополітичних кроків, здійснених новим прем'єр-міністром.
Янукович після вступу на посаду зумів домовитися з Росії до кінця року зберегти ціни на поставки газу на рівні 95 $ за 1000 м³, установленої в результаті газової кризи січня 2006 року. Віктор Ющенко заявляв у грудні 2006 року, що питання ціни — не головне; натомість головне — визначення прозорої формули формування цін на російський газ. Україна, за його словами, готова платити 130 $ за 1000 м³, якщо їй пояснять, як формується така ціна. Він також заявив, що прийняття чіткої методології розрахунку ціни на газ — єдина страховка від політизації цього питання
Віктор Янукович під час візиту в Москву на початку грудня також заявив, що Київ зацікавлений в участі в Єдиному економічному просторі (ЄЕП). Проте офіційна лінія Києва на відмову від участі в митному і валютному союзах у рамках ЄЕП, а також у наддержавних управлінських структурах ЄЕП залишалася незмінною.
В умовах загострення боротьби за владу між прем'єр-міністром і Президентом України (особливо після того, як Янукович звільнив міністра закордонних справ Бориса Тарасюка) і тому, й іншому вкрай важливо поліпшити відносини з Росією. Зокрема, Ющенко заявляв, що хотів би обговорити схеми розвитку російсько-українських відносин, які дозволили б Україні просуватися в напрямку євроатлантичної інтеграції при збереженні «особливого партнерства» з Росією.
22 грудня відбувся візит президента Путіна на Україну, у ході якого він провів переговори з Віктором Ющенком і Віктором Януковичем. У рамках візиту вперше почала роботу міждержавна комісія з російсько-українським відносинам «Путін — Ющенко». Рішення про створення комісії, яку повинні очолити президенти двох країн, було прийнято ще в березні 2005 року, але відтоді її засідання регулярно відкладалися.
2014 року російські війська окупували Крим, провівши там так званий Референдум про статус Криму.

### 2010
У квітні 2010 року Медведєв провів переговори з Януковичем, за підсумками яких було підписано Харківські угоди про продовження базування російського Чорноморського флоту в Криму після 2017 року.

### Таджикистан
- Справа про арешт льотчиків у Таджикистані (2011)

### Туркменистан
- Зовнішня політика Туркменістану

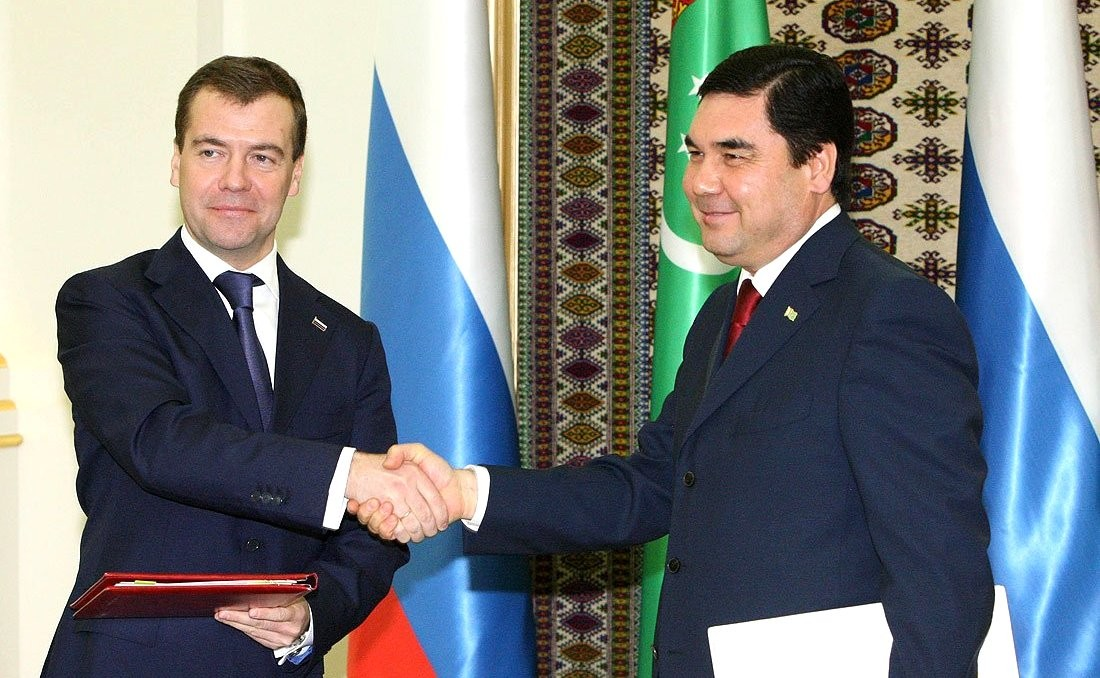
Медведев і Президент Туркменістана Гурбангули Бердимухамедов

- Газовий конфлікт між Росією і Туркменією

### Узбекистан
13 травня 2005 року силові структури Узбекистану жорстоко придушили повстання в Андижані, у результаті чого, за незалежними підрахунками, загинуло від 700 до 1,5 тис. осіб. США та інші західні країни зажадали незалежного розслідування цих подій і звинуватила узбецька влада в нерозбірливому застосуванні сили при придушенні повстання. Ташкент, однак, навідріз відмовився від проведення незалежного розслідування.
Росія спочатку підтримала дії узбецької влади і використовувала виникшу міжнародну ізоляцію Узбекистану для зміцнення своїх позицій у Центральній Азії. Російська влада на прохання Узбекистану затримали і екстрадували понад десяти осіб, які розшукувалися в зв'язку з участю в андіжанських події. Міністр оборони Росії Сергій Іванов заявив, що в Андижані узбецькій владі протистояли сили «міжнародного тероризму». Росія проголосувала проти резолюції Генеральної Асамблеї ООН, яка засуджує Узбекистан.
Узбекистан, зі свого боку, офіційно заявив про вихід з організації ГУУАМ, чиї позиції стають все більш антиросійськими, оголосив про намір приєднатися до Організації Договору про колективну безпеку, підписав із Росією союзницький договір, закрив для американських ВПС базу Карші-Ханабад, що використовувалася з 2001 року для повітряної підтримки операцій в Афганістані, і готовий з 2006 року надати її для використання російськими військами. 25 січня 2006 року президент Узбекистану Іслам Карімов на саміті ЄврАзЕс у Санкт-Петербург і підписав протокол про приєднання Узбекистану до договору про заснування ЄврАзЕС.

#### Газпром в Узбекистані
На початку 2006 року в завершальну стадію увійшли переговори між російським «Газпромом» і Узбекистаном щодо передачі російської компанії на умовах угоди про розподіл продукції (УРП) права на розробку трьох найбільших родовищ газу — Урга, Куаниш і групи Акчалакскіх родовищ (плато Устюрт). «Газпром» передбачає за рахунок їх розробки збільшити імпорт газу з Узбекистану з нинішніх 5—6 млрд м³ $ до 17—18 млрд $ на рік..

## Близький Схід

### Туреччина
Історія російсько-турецьких дипломатичні відносин сягає початку XVIII ст. У 1701 році в Константинополі відкрилося посольство Московського цартва. Дехто з істориків доводить, що двосторонні міждержавні зв'язки налічують понад п'ять століть — від послання князя Івана III з питань морської торгівлі, спрямованого 30 серпня 1492 року османському султану Баязету II.
За даними від 2015 року, Туреччина є 5-м за величиною торговим партнером Росії. У 2014 році сумарний торговий оборот між Туреччиною і Росією склав майже $ 44 млрд; за цим показником Туреччина перевершує Білорусь та Казахстан.
Туреччина — другий за величиною (після Німеччини) ринок збуту для російського газу, і найпопулярніше серед російських туристів місце відпочинку.
Відносини між двома країнами значно погіршилися після інциденту в листопаді 2015 року, коли турецький бойовий літак F-16 збив російський літак Су-24. Дії Туреччини викликали різко негативну реакцію Росії. Після інциденту з російським бомбардувальником Володимир Путін 28 листопада 2015 року підписав «Указ про заходи щодо забезпечення національної безпеки Росії і захист громадян Росії від злочинних та інших протиправних дій і про застосування спеціальних економічних заходів щодо Туреччини». Росія ввела ембарго на експорт всіх видів продукції і робочої сили з Туреччини. Закрито чартерні рейси до Туреччини, російським турфірмам заборонили продавати путівки на турецькі курорти. Закриті або заморожені багато спільні міжнародні проєкти. Зокрема, 3 грудня 2015 року міністр енергетики Росії Олександр Новак заявив, що проєкт «Турецький потік» призупинено. Також з 1 січня 2016 року скасовується безвізовий режим між двома країнами.

### Ізраїль
У ніч на 25 квітня 2006 року з космодрому Вільний запущений ізраїльський розвідувальний супутник EROS-B, який використовуватиметься міністерством оборони Ізраїлю для цілодобового спостереження заІраном. Це другий ізраїльський апарат, запущений з космодрому Вільний. Перший, EROS-А1, стартував у грудні 2000 року. Ізраїль заявив про намір продовжити космічну співпрацю з Росією і запустити на початку 2007 року новий апарат EROS-С1.
29 серпня 2007 року міністерська комісія з туризму в Єрусалимі ухвалила рішення про скасування візового режиму по відношенню до громадян Росії, яка підлягає затвердженню ізраїльським кабінетом міністрів, але набуде чинності, лише якщо Росія скасує візовий режим для ізраїльських громадян. Ініціатива про безвізовий обмін із Росією та іншими пострадянськими країнами спочатку належала керівникові партії «Наш дім — Ізраїль» (НДІ) Авигдору Лібермана.

### Ліван і Сирія
У грудні 2006 року президент Сирії Башар Асад відвідав із робочим візитом Росію і провів переговори з президентом РФ Володимиром Путіним. Сирії необхідна підтримка Росії в питанні про створення трибуналу ООН у справі про вбивство ліванського прем'єра Рафіка Харірі. У листопаді 2006 року ліванський уряд Фуада Синьйори підтримав створення міжнародного трибуналу у справі про вбивство Рафіка Харірі, після чого відразу шість міністрів від шиїтської опозиції в знак протесту покинули уряд. Одночасно організація «Хезболла» розгорнула в Лівані масові акції протесту, які, як вважають у Бейруті, були ініційовані Сирією.
Сам Синьйора відвідав Москву з проханням про допомогу у врегулюванні ситуації за кілька днів до сирійсько-російського саміту. Башар Асад перед початком візиту до Москви заявив, що «Сирія виступає за досягнення компромісу між кабінетом Синьйори і опозицією і за стабілізацію в Лівані». Можливо, Росія посприяє в цьому. Росія, зі свого боку, розраховує на сирійську підтримку російської ініціативи про проведення в Москві міжнародної конференції з близькосхідного врегулювання.
Наприкінці серпня 2007 року військовий кореспондент ізраїльської газети «Маарів» Амір Раппопорт опублікував повідомлення з посиланням на джерела в міністерстві оборони Ізраїлю, згідно з якими Росія постачала Сирії інформацією про намір Ізраїлю здійснити напад на неї. Це призвело до ескалації напруженості в регіоні влітку 2007 року — за повідомленнями ізраїльських ЗМІ, сирійською армією були здійснені термінові закупівлі великих партій російської зброї, проведені великі навчання і інженерні роботи по зміцненню прикордонних з Ізраїлем районів Голанських висот, а також розміщення там нових ракетних установок малого радіуса дії. Це, своєю чергою, змусило Ізраїль вжити заходів у відповідь — зміцнення кордону і проведення навчань за сценарієм війни на сирійському фронті. Напруга знизилося лише до кінця серпня після обміну заявами керівництва Ізраїлю і Сирії про відсутність намірів почати нову війну. Інформацію ізраїльського кореспондента підтвердив керівник військово-політичного відділу міністерства оборони Ізраїлю генерал запасу Амос Гілад, який заявив в інтерв'ю військової радіостанції «Галею Цахал»: «В певний період Росія дійсно внесла вклад у те, щоб Сирія повірила в агресивні наміри Ізраїлю».

#### Економічні контакти
У жовтні 2006 року російська Північно-Західна нафтова група (СЗНГ) стала мажоритарним акціонером ТОВ «Кредітлайн» — оператора будівництва НПЗ потужністю 6,5 млн т нафтопродуктів (дизельного палива і бензину прямогонного) і нафтохімічного комплексу потужністю 1,4 млн т (олефіни, бензол, поліетилен і поліпропілен) в сирійській провінції Дейр-ез-Зор. Міністерство оборони РФ планує забезпечувати виробленим тут дизельним паливом російські підводні човни в Середземному морі.
Питання про пріоритетні права російських компаній у торгово-економічних відносинах із Сирією і, зокрема, про будівництво нафтопереробного комплексу в Дейр-ез-Зор і участі в ньому СЗНГ розглядався 19 грудня 2006 року на переговорах президента Сирії Башара Асада з Володимиром Путіним.
Ця проблема була вирішена на користь Росії завдяки її ув'язці з питаннями про списання Росією сирійської заборгованості і про постачання російської військової техніки. Крім того, Росія обіцяє забезпечити стабільні поставки нафти.

## Далекий Схід
У червні 2009 року між президентом Медведєвим і головою КНР Ху Цзіньтао відбулися переговори, після яких Медведєв оголосив про укладення російсько-китайської угоди в енергетиці приблизно на 100 млрд доларів США. Це найбільша угода в історії відносин Росії з Китаєм.

### Японія
Уряд Бориса Єльцина, який прийшов до влади в 1991 році, продовжувало займати тверду позицію щодо російського суверенітету над Курильськими островами і відкидало їх повернення Японії, що в свою чергу заважало підписанню мирного договору між країнами. Незважаючи на деяку технічну і фінансову допомогу з боку Японії, котра перебувала у Великій Сімці, відносини двох країн залишалися на низькому рівні. У вересні 1992 року російський президент Борис Єльцин відклав свій запланований візит до Японії і зробив його лише в жовтні 1993 року. Він не зробив ніяких нових пропозицій, а підтвердив готовність Росії слідувати радянському пропозицією 1956 року передати Японії острів Шикотан і групу Хабомаї натомість на підписання мирного договору. Також Єльцин вибачився перед Японією за погане поводження з японськими військовополоненими після закінчення Другої світової війни. У березні 1994 року Москву відвідав японський міністр закордонних справ Хата Цутому і зустрівся з російськими колегою Андрієм Козирєвим.

## КНР— Індія
Ідею створення стратегічного трикутника Росія — Індія — Китай першим із відомих політичних діячів висунув ще в 1998 рік у російський прем'єр-міністр Євген Примаков. Чи не в змозі зупинити готувалася операцію НАТО проти Югославії, Примаков закликав до співпраці трьох країн як свого роду протидії однополярності в світі. Потрібно було, однак, кілька років для того, щоб ця пропозиція була підтримана дипломатами.
Перші тристоронні зустрічі в цьому форматі відбулися в Нью-Йору в період сесій Генеральної асамблеї ООН у 2002 і 2003 роках, а в 2004-му — в Алма-Аті в ході Наради зі взаємодії і заходів довіри в Азії. У червні 2005 року зустріч міністрів закордонних справ Росії, Китаю та Індії вперше відбулася на території однієї з трьох держав «трикутника» — у Владивостоку.
Взаємодія трьох держав, сумарне населення яких складає 40 % населення земної кулі, дозволяє підвищити міжнародну вагу кожної з них. Судячи із заяв лідерів трьох країн, їх співпраця не спрямована проти кого б то не було, але водночас воно покликане зробити світ багатополярним і сприяти демократизації світопорядку.
Кожна з держав, мабуть, переслідує, крім загальних, ще й індивідуальні інтереси:
- Індія і Китай розраховують отримати доступ до російських енергоносіїв — нафти і газу.
- Росія підкреслює важливість практичного співробітництва в боротьбі з міжнародним тероризмом, наркотрафіком та іншими новими загрозами (особливо в зоні, прилеглій до території всіх трьох країн, — у Центральній Азії, оскільки можливе посилення ісламського екстремізму в цьому регіоні здатне вдарити по кожній із трьох держав).
- Індія розраховує на підтримку її прагнення стати постійним членом Ради Безпеки ООН; Росія і Китай згодні, що ООН потребує реформування.
- Індія прагне увійти в Шанхайську організацію співпраці (ШОС) і грати активнішу роль у Центральній Азії.

Співпраця в рамках «трикутника» вже дозволила почати процес нормалізації відносин між Китаєм і Індією і врегулювання прикордонних проблем. Повністю врегульовані прикордонні питання між Китаєм і Росією.
Див. Також Зовнішня політика Китаю.

## Південно-Східна Азія

### В'єтнам
У лютому 2006 року голова уряду РФ Михайло Фрадков відвідав В'єтнам і провів переговори з в'єтнамським прем'єр-міністром Фан Ван Кхаем. Основний обговорювався питання — продовження участі Росії в нафтовидобувному СП «Вьетсовпетро».
СП «Вьетсовпетро» (з 50 % участю російської державної компанії «Зарубежнефть») здійснює більшу частину нафтовидобутку у В'єтнамі. Термін його діяльності закінчується в 2010 році. В'єтнам досі ухиляється від прямої відповіді на те, чи згоден він продовжувати співпрацю з «Зарубежнефть» на колишніх умовах, і відмовляється збільшувати обсяг видобутку нафти СП «Вьетсовпетро» понад 10 млн тонн на рік.
У 2002 році Росія розраховувала, що її участь в СП «Вьетсовпетро» дозволить їй претендувати на участь у будівництві нафтопереробного заводу в Зунг-куат, однак В'єтнам передав право на поставку обладнання для будівництва НПЗ на суму понад 700 млн доларів японської компанії GGC, французької Technip і іспанської Technica Leonidas, так що Росія була змушена вийти з цього проєкту.
У 2005 році товарообіг між Росією і В'єтнамом перевищив 1 млрд доларів. Велика частина російського експорту — продукція чорної металургії (більш 790 млн доларів), а також машини, обладнання та комплектуючі до них (14 %).
Росія зацікавлена в участі російських підприємств у тендері по будівництву першої в'єтнамської АЕС і нової ГЕС «Шонла». В'єтнам, зі свого боку, запропонував створити спільне підприємство з російською компанією «Силові машини» для виробництва на території В'єтнаму електроенергетичного обладнання.
З 1 січня 2009 року В'єтнам скасовує візи для російських громадян, якщо тривалість поїздки буде становити не більше 15 днів.

## Африка

### Військово-технічне співробітництво
10 березня 2006 року президент РФ Путін і президент Алжиру Абдельазіз Бутефліка підписали угоду про списання боргу Алжиру перед Росією у розмірі 4,7 млрд доларів (яка за станом на 1 лютого 2006 року являла собою загальну суму заборгованості Алжиру перед РФ за раніше наданими кредитами) і найбільше пакетну угоду на постачання російських озброєнь і військової техніки на суму близько 7,5 млрд дол.
Перелік поставок:
- 36 легких фронтових винищувачів МіГ-29СМТ, 28 важких багатофункціональних винищувачів Су-30МКА і 14 навчально-бойових літаків Як-130 (протягом 4 років). У міру надходження нових МіГ-29 старі літаки цієї марки (36 одиниць), закуплені Алжиром в 1990-ті роки в Білорусі і Україні, будуть передані російській авіакорпорації МіГ для ремонту, модернізації та продажу іншим країнам
- 8 дивізіонів зенітних ракетних комплексів С-300ПМУ-2 «Фаворит»;
- 300 танків Т-90С;
- модернізація перебувають на озброєнні сухопутних військ Алжиру 250 танків Т-72С;
- протитанкові ракетні комплекси «Метис-М1» і «Корнет-Е».

Можливе укладання контрактів на ремонт і модернізацію кораблів ВМС Алжиру на «Північній верфі» (Санкт-Петербург). Вже зараз «Адміралтейські верфі» (Санкт-Петербург) здійснюють контракт із модернізації двох алжирських дизельних підводних човнів, підписаний у 2005 році.

### ПЕК
У 2000—2003 роках російський «Стройтрансгаз» здійснив для алжирської компанії Sonatrach будівництво північної ділянки магістрального нафтопроводу Хауда-ель-Хамра — Арзев.
З 2001 року «Стройтрансгаз» і «Роснефть» на території Алжиру спільно з алжирською компанією Sonatrach реалізують так званий проєкт «245 Південь» по розробці найбільшого нафтогазового родовища в нафтогазоносній басейні Іллізі. Угода на умовах розподілу продукції між СП і Sonatrach вступило в силу в травні 2001 року. Нині оформляється ліцензія на освоєння двох родовищ в Алжирі з сумарними підтвердженими запасами 36 млн т.
У 2005 році «Стройтрансгаз» виграв тендер на будівництво газопроводу Сугерія — Хаджерет Еннус.
У серпні 2006 року меморандуми про взаєморозуміння з Sonatrach підписали «Лукойл» і «Газпром». «Газпром» реалізовуватиме спільні проєкти з видобутку, переробці і реалізації газу. Натомість «Газпром» хотів отримати частку в одному з двох заводів Sonatrach з виробництва зрідженого природного газу в Алжирі.
У вересні 2006 року «Стройтрансгаз» підписав контракт з Sonatrach на реконструкцію газопроводу Улед Джеллаль — Скикда.
У січні 2007 року керівник Мінпроменерго РФ Віктор Христенко і міністр енергетики і шахт Алжиру Шакіб Хеліль підписали меморандум про продовження економічного співробітництва в області спільних дій «Газпрому» і алжирської Sonatrach на європейських ринках і спільне освоєння родовищ у Центральній Африці. В обмін «Газпром» запропонує нафтогазової компанії Sonatrach чотири активи в Росії.
Деякі європейські країни висловлюють заклопотаність зміцнюється співпрацею Росії та Алжиру, вказуючи на те, що ці дві країни забезпечують значну частку енергопостачань до Європи. Крім того, Росія і Алжир (поряд з Іран му і Катар ом) вважаються основними учасниками потенційного газового картелю — так званої «газової ОПЕК» — об'єднання виробників природного газу. Нині координація дій країн-виробників газу здійснюється в рамках Форуму країн-експортерів газу.

## Латинська Америка
Серед міністрів закордонних справ СРСР Південну Америку відвідував лише Едуард Шеварднадзе. Потім, будучи на посаді глави МЗС, Євген Примаков у травні 1996 року завдав візити до Мексики, на Кубу і до Венесуели, у листопаді 1997 року — у Бразилію, Аргентину, Колумбію і Коста-Рику. У 2003 році країни Південної Америки відвідав міністр закордонних справ РФ Ігор Іванов.
Ключовим партнером Росії в Південній Америці є Бразилія
На країни Латинської Америки припадає близько 4 % загального товарообігу Росії (близько 6 млрд дол. у 2002 році), більше 96 % бананів, 93 % цукру-сирцю, 68 % апельсинового соку імпортується в Росію з країн Латинської Америки.

## Міжнародні організації

### НАТО
З договірно-правової точки зору відносини між РФ і НАТО базуються на Основному акті про взаємні відносини, співробітництво і безпеку між Росією і НАТО, підписаній 27 травня 1997 року в Парижі.
Політичне співробітництво між Росією і НАТО здійснюється в рамках Ради Росія — НАТО, створеного в 2002 році. Відповідний договір підписали Володимир Путін і лідери 19 країн НАТО в Римі. У той час європейські лідери стверджували, що в стосунках між Росією і НАТО наступає якісно новий етап і «холодна війна» остаточно завершилася.
У квітні 2005 року було підписано угоду про правовий статус збройних сил країн НАТО і держав — учасників програми «Партнерство заради миру», яке, зокрема, дозволяє транзит військ НАТО через російську територію. Це має на меті полегшити проведення спільних миротворчих і антитерористичних операцій.
Водночас, незважаючи на регулярні політичні контакти на високому рівні, у практичному сенсі Росія і НАТО залишаються один для одного другорядними партнерами..
Росія нічим не може перешкодити розширенню НАТО на схід: вже восени 2002 року НАТО всупереч запереченням Росії прийняло до своїх лав сім нових членів. Після вступу в НАТО Естонії, Латвії та Литви відбувається поглиблення співпраці НАТО з Молдовою, Україною, Грузією і Азербайджаном
27 квітня 2006 року на зустрічі міністрів закордонних справ країн НАТО представник генерального секретаря НАТО Джеймс Аппатурай заявив, що всі члени альянсу підтримують якнайшвидшу інтеграцію України в НАТО. Росія, зі свого боку, висловила стурбованість цим розвитком подій. Як заявив офіційний представник російського МЗС Михайло Каминін, «де-факто мова піде про серйозне військово-політичному зсуві, що зачіпає інтереси Росії, який потребує значних коштів на відповідну переорієнтацію військових потенціалів, реорганізацію системи військово-промислових зв'язків. Можуть бути порушені домовленості в сфері контролю над озброєннями». У тому ж році на саміті НАТО в Ризі було підтверджено, що альянс готовий продовжити розширення.
На початку грудня 2007 року на зустрічі глав міністерств закордонних справ 26 країн — членів НАТО генеральний секретар НАТО Яап де Хооп Схеффер заявив, що вже у квітні 2008 року на саміті в Бухаресті буде ухвалено рішення про прийняття в НАТО нових членів — найбільш ймовірними кандидатами вважають Хорватію, Албанію, Македонію і Грузію.
НАТО планує розміщення нових військових баз у Болгарії і Румунії, незважаючи на позицію Росії. США планують розміщення елементів своєї ПРО на території Польщі та Чехії.
У відповідь на ці дії російський президент Володимир Путін 13 липня 2007 року підписав Указ «Про припинення Російською Федерацією дії Договору про звичайні збройні сили в Європі і пов'язаних із ним міжнародних договорів» (детальніше див. Статтю ДЗЗСЄ). У жовтні 2009 року США відмовилися від ПРО в Польщі і Чехії.

## Економічні санкції
У грудні 2006 року Держдума Росії прийняла закон «Про спеціальні економічні заходи», який дає Президенту право вводити різні економічні санкції проти інших держав. Розробка законопроєкту була розпочата в жовтні 2006 року в ході загострення російсько-грузинських відносин після зустрічі президента Володимира Путіна з лідерами думських фракцій.
Спочатку в ході розробки законопроєкту передбачалося, що санкції можуть вводитися лише в разі «міжнародної надзвичайної ситуації», яка була визначена як «сукупність обставин, що становлять загрозу здоров'ю, правам і свободам людини і громадянина та безпеки держави». Така ситуація могла виникнути «у взаєминах з органами влади іноземної держави та їх посадовими особами, юридичними та фізичними особами цієї держави, а також особами без громадянства, які проживають на території цієї держави».
В остаточному тексті закону йдеться, що спеціальні економічні заходи можуть бути застосовані «в разі виникнення сукупності обставин, що потребують невідкладної реакції на міжнародно-протиправне діяння або недружнє дію іноземної держави або його органів і посадових осіб, що представляють загрозу інтересам і безпеці РФ і (або) порушують права і свободи її громадян».
Рішення про введення санкцій приймає Президент на основі пропозицій Ради безпеки РФ із повідомленням Парламенту. Він же встановлює термін застосування санкцій. Конкретні санкції встановлює Уряд. Санкціями може припинятися реалізація всіх або частини програм економічної, технічної допомоги, а також військово-технічного співробітництва.

## Енергетична політика
- Північний потік (газопровід)
- Співдружність Незалежних Держав